# 雷忠
雷忠（1901年—1938年4月15日），字霆均。湖南省嘉禾縣普滿鄉茶塢嶺村人。他為抗日戰爭期間陣亡的中國軍方高級將領之一。

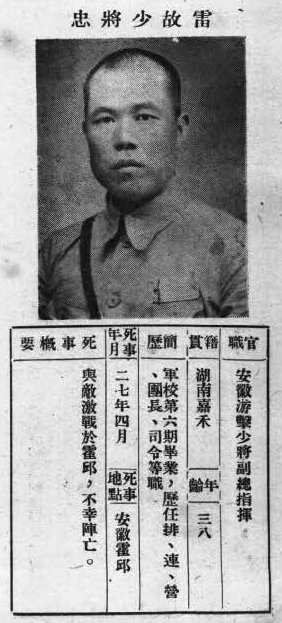
《抗戰軍人忠烈錄》（第一輯）中的雷忠烈士遺像

## 生平[1]
北京大學肄業，軍官學校第六期畢業，國民政府軍事委員會游擊第一支隊少將司令官、皖北軍事聯絡員兼游擊副總指揮，與敵激戰於安徽霍邱，不幸陣亡，時年三十有八。